# Dynamic Heroes
Dynamic Heroes (ダイナミックヒーローズ, Dainamikku Hīrōzu), és un manga japonès basat en diverses obres de Go Nagai, incloent-hi la majoria dels seus robots més famosos, com Mazinger Z, Getter Robot, Great Mazinger i UFO Robot Grendizer, i també diversos personatges d'altres sèries com Cutie Honey i Devilman. L'artista del manga és Kazuhiro Ochi i el disseny dels personatges es basa principalment en les seves encarnacions d'anime.
Va ser publicat originalment a la revista mensual de manga e-manga de Kodansha, del juny de 2004 fins al juliol de 2007. Més tard es va recopilar en tankōbon. El manga ha estat publicat en català per l'editorial Ooso Comics i va sortir a la venda el 30 d'agost de 2019.

## Argument
Un any després de la batalla contra l’Imperi Vega, en Koji Kabuto es pregunta com els deu anar a la Maria i en Duke Fleed. Però just llavors la Maria Fleed pilotant l'spazer arriba a la Terra sent perseguida pels aliens Damdom, en Koji Kabuto anirà ajudar-la tenint el suport d'en Tetsuya Tsurugi pilotant el Great Mazinger, a més a més l'equip Getter Robot també es veurà amenaçat pels mateixos aliens. Per altra banda, en Devilman i la Cutie Honey s'hauran d'aliar per fer front als seus enemics comuns qui també s'han aliat. S'inicia una llarga i dura batalla amb diferents fronts amb el benestar de la Terra en perill. La confiança i el treball entre personatges serà essencial per fer front els dolents.

## Publicació
Ooso Comics va anunciar la llicència de Dynamic Heroes a la Japan Weekend Barcelona el març del 2019 i que arribaria en català com la seva resta de publicacions. El 30 d'agost del mateix any van publicar-ne el primer volum i van finalitzar-ne la publicació el 12 de juliol de 2021 amb el quart volum.
| Volum | Data de publicació en català | ISBN                   |
| ----- | ---------------------------- | ---------------------- |
| 01    | 30 d'agost de 2019           | ISBN 978-84-949782-3-4 |
| 02    | 15 de gener de 2020          | ISBN 978-84-949782-5-8 |
| 03    | 1 de març de 2021            | ISBN 978-84-949782-7-2 |
| 04    | 12 de juliol de 2021         | ISBN 978-84-949782-9-6 |